# Mumú
Mumú (Муму en ruso) es un cuento ruso escrito por Iván Turguénev en 1852 y publicado dos años después en la revista Sovreménnik. El relato se centra en un sirviente sordomudo Guerásim y su perro.

## Resumen
Guerásim es un siervo mudo que trabaja para una anciana viuda rodeada de otros siervos que trabajan para ella. Entre los demás empleados se encuentra Tatiana, una mujer por la que Guerásim se siente cautivado. Sin embargo, su capataz la obliga a casarse con Kapitón Klímov, otro siervo que a diferencia de los demás, es un bebedor compulsivo y del cual piensa que de este modo superará su alcoholismo, sin embargo, pasa un año y Klímov resulta ser un inútil por lo que es desterrado con Tatiana a una localidad muy lejana dejando a Guerásim con el corazón roto.
Tras pasar mucho tiempo pensando en ella, encuentra consuelo después de salvar la vida a un perro de morir ahogado en un río y tras llevárselo a su casa le pone de nombre Mumú. Sin embargo, cuando la dueña se entera de la presencia del can, esta le obliga a tomar una dolorosa decisión: o se deshace del perro, o tendrá represalias. Después a ahogar a la única criatura que le quería, el perrito Mumú, Guerasim se fue de esta casa y se marchó al campo.